# Надзвичайні пайки

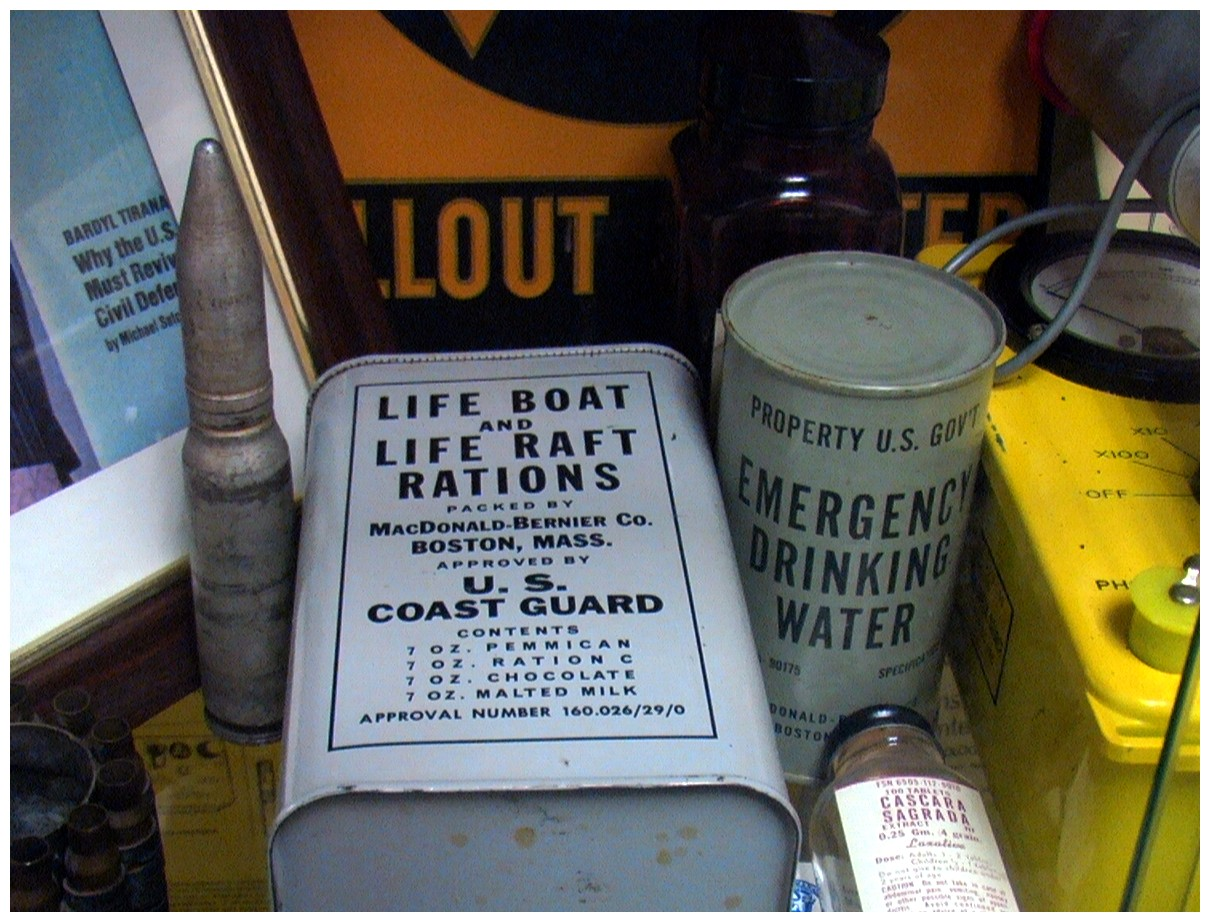
Старі екстрені пайки, представлені на вітрині в офісі Федерального агентства з управління надзвичайними ситуаціями (FEMA), регіон V, Чикаго, Іллінойс (листопад 2006 р.).

Надзвичайний пайок — це продукти харчування та напої, які людина зберігає та покладається на випадок надзвичайної ситуації. Надзвичайні запаси їжі можна придбати для походів у кемпінгу чи пригод у пустелі. Ці запаси розраховані на кілька днів. Багато людей також купують харчові продукти з тривалим терміном зберігання на випадок стихійних лих чи інших надзвичайних ситуацій. Їжа може бути у вигляді порошку, ліофілізованої, копченої або солоної. Пайки призначені для того, щоб допомогти людям вижити, поки не прибуде допомога, і їх часто носять під час прогулянок у гори чи альпінізму, оскільки є ризик залишитися на місці через нещасний випадок. На деяких організованих заходах, таких як Ten Tors, обов'язково мати при собі запаси екстреної допомоги.
Надзвичайні пайки часто мають при собі любителі кемпінгу, особливо туристи з рюкзаками, які, швидше за все, знаходяться далеко від запасів їжі. Продукти екстреної допомоги зазвичай мають високу калорійність, а іноді й поживність. Типовими харчовими продуктами для надзвичайних ситуацій є висококалорійні продукти, такі як батончики, поживні або протеїнові батончики, спортивні або енергетичні батончики, твердий хліб або печиво (включаючи харчові батончики), сушене м'ясо (наприклад, в'ялене м'ясо) і сушені фрукти. Якщо вода доступна, раціони з невеликим вмістом води легші для транспортування.
Надзвичайні пайки, як правило, переносять люди, які йдуть пішки, на випадок втрати або відокремлення від звичайних запасів їжі. Воду чи інші напої перевозять, якщо вода недоступна з навколишнього середовища.
Склад надзвичайних раціонів можна регулювати відповідно до різних ситуацій залежно від того, які властивості є найбільш бажаними за конкретних обставин. Наприклад, якщо порівнювати трекінг із втратою в морі, висока щільність калорій є більш пріоритетною в першому випадку, а в останньому випадку метаболічні ефекти складу макроелементів потребують більшої уваги.
Надзвичайні пайки використовуються в гуманітарній допомозі. У цьому контексті призначення раціонів є подвійним: запобігання недоїданню та підтримка фізичної активності. Вміст енергії, необхідний для цього, залежить від кількох факторів, включаючи рівень фізичної активності та температуру навколишнього середовища.